# Hundorf (Seehof)

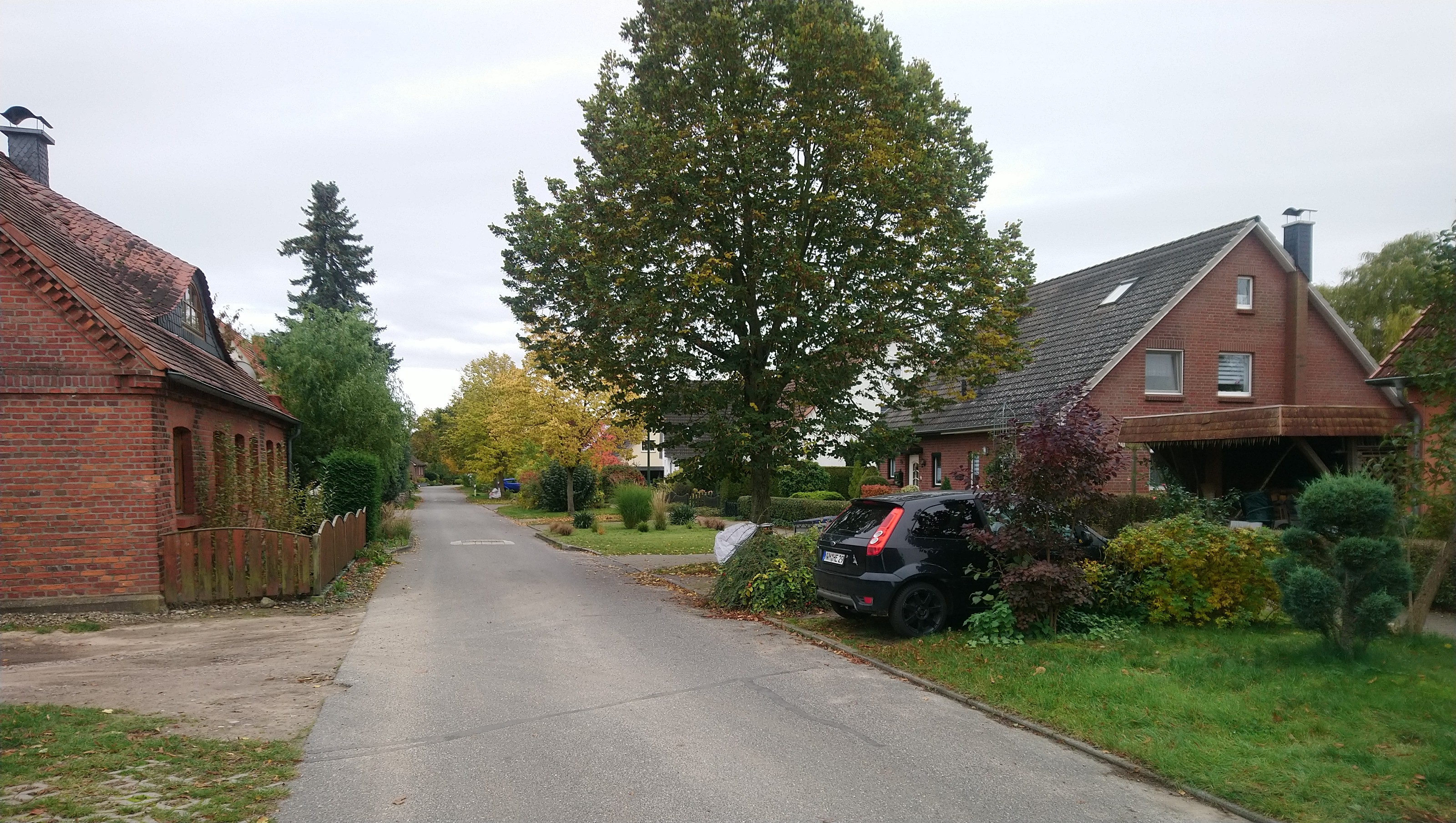
Hundorf

Hundorf ist ein Ortsteil der Gemeinde Seehof im Süden des Landkreises Nordwestmecklenburg in Mecklenburg-Vorpommern (Deutschland) und wird vom Amt Lützow-Lübstorf mit Sitz in der Gemeinde Lützow verwaltet. Hundorf verfügt über zwei Bushaltestellen sowie eine öffentliche Badestelle. Zahlreiche Einwohner bieten Urlaubern Ferienwohnungen an.
Hundorf ist agrarisch geprägt: Während es im Osten an den Schweriner Außensee anschließt, ist es im Westen von großen, konventionell bewirtschafteten Ackerflächen umgeben. Einige wenige Einwohner halten noch Tiere. Der am Ortskern beginnende Holunderweg führt in ein eiszeitlich geprägtes Talgebiet, welches als Kuhweide genutzt wird.

## Geografie
Hundorf am Westufer des Schweriner Sees (Nordteil, Außensee) ist umgeben von Lübstorf im Norden und Seehof im Süden. Alle drei Orte verbindet die Kreisstraße 42, die durch eine 30-km-Zone in Wickendorf eine weitaus längere Fahrzeit aufweist als die Bundesstraße 106, die über Kirch Stück Schwerin-Medewege und Lübstorf verbindet.

## Geschichte
Hundorf wurde 1171 erstmals in einer Urkunde erwähnt. Der Name Seehof wurde 1838 von Großherzog Paul Friedrich von Mecklenburg für die Gemarkungen Wickendorf (heute Ortsteil von Schwerin) und Hundorf verliehen. 

## Nahverkehrsanbindung
Durch eine Stadtbus-Verbindung (Linie 8, Nahverkehr Schwerin) ist Hundorf direkt mit Schwerin Hauptbahnhof und Lübstorf verbunden.